# Pteroneta ultramarina
Pteroneta ultramarina är en spindelart som först beskrevs av Ono 1989.  Pteroneta ultramarina ingår i släktet Pteroneta och familjen säckspindlar. Inga underarter finns listade i Catalogue of Life.